# Lennart Lindström
Lennart Lindström, född 9 december 1950, är en svensk före detta professionell ishockeyspelare (centerforward).
Han spelade större delen av karriären för Bodens BK men gjorde en halv säsong i Groko Hockey. I februari 2025 blev han Sveriges äldste ishockeyspelare när han gjorde en match för Bodens IK i Div 3.